# Jackals (film, 2017)
Pour les articles homonymes, voir Jackal.
Pour plus de détails, voir Fiche technique et Distribution.
Jackals est un film d'horreur américain réalisé par Kevin Greutert, sorti en 2017.

## Synopsis
Spécialiste dans l'extraction de sectes, Jimmy Levine est engagé par une famille, les Powell, pour sauver et déprogrammer leur fils Justin qui est sous l'emprise d'un culte satanique. Après l'avoir récupéré, ils trouvent refuge dans la cabane familiale aussitôt encerclée par les membres de la secte bien déterminés à récupérer l'adolescent...

## Fiche technique
- Titre original et français : Jackals
- Réalisation et scénario : Kevin Greutert
- Scénario : Jared Rivet
- Montage : John Coniglio et Kevin Greutert
- Musique : Anton Sanko
- Photographie : Andrew Russo
- Production : Tommy Alastra
- Société de production : Tommy Alastra Productions
- Société de distribution : Shout! Factory
- Pays d'origine :  États-Unis
- Langue originale : anglais
- Format : couleur
- Genre : horreur
- Durée : 85 minutes
- Dates de sortie : 
  -  États-Unis : 1er septembre 2017
  -  France : 2 janvier 2019 (DVD)

## Distribution
- Stephen Dorff : Jimmy Levine
- Johnathon Schaech : Andrew Powell
- Deborah Kara Unger : Kathy Powell
- Ben Sullivan : Justin Powell
- Chelsea Ricketts : Samantha
- Nick Roux : Campbell Powell
- Cassie Hernandez : Luisa
- Alex Castillo : Eloy
- Carol Abney : Mariana
- Alex Kingi : Mateo
- Jason Scott Jenkins : le chef de la secte
- Alyssa Julya Smith : Fox Girl